# 中国勝山駅
中国勝山駅（ちゅうごくかつやまえき）は、岡山県真庭市勝山にある、西日本旅客鉄道（JR西日本）姫新線の駅である。

## 概要
旧勝山町に当たる真庭市勝山地区の中心駅で、真庭市で最も利用客の多い駅であると共に、運行上の要衝ともなっている駅である。津山方面からの半数の列車が当駅で折返しとなり、ここから新見方面は1日8往復のみである。2005年（平成17年）3月31日に真庭市が発足した際には、旧勝山町役場に市役所本庁が設置されたためJTB時刻表の巻頭路線図でも当駅が代表駅とされていたが、2011年に真庭市役所が久世地区に移転し隣の久世駅が最寄り駅となったため代表駅では無くなっている。
以前は当駅で折返す急行「みまさか」等の優等列車が設定されていた。
命名の際、既に福井県に勝山駅（当時京都電燈→京福電気鉄道→えちぜん鉄道勝山永平寺線）があったことから旧国名である「美作」を冠する所を、「将来発展するのは美作では無く中国地方の勝山である」と当時の勝山町会議員が発言したことで衆議一決したため「中国勝山」となった。
当駅から蒜山高原を経由し、山守間を結ぶ予定だった南勝線は1962年に調査線、日本鉄道建設公団が発足した1964年には工事線に指定され、1974年3月に工事実施計画が認可、同年5月に起工式が行われている。しかし、実際には用地取得や工事等の具体的な動きに入ることは無く、そのまま計画が消滅している。

## 歴史
- 1925年（大正14年）3月15日：鉄道省作備線（現・姫新線）久世駅 - 当駅間延伸時に終着駅として開設[1][4]。
- 1929年（昭和4年）4月14日：作備西線開通に伴い、作備線が作備東線に改称、当駅もその所属となる[5]。
- 1930年（昭和5年）12月11日：当駅 - 作備西線岩山駅間延伸[6]、津山駅 - 新見駅間の作備線が成立。当駅もその所属となり、同時に途中駅となる[7]。
- 1936年（昭和11年）10月10日：作備線が姫新線の一部となり、当駅もその所属となる[8]。
- 1967年（昭和42年）
  - 4月9日：昭和天皇、香淳皇后が第18回全国植樹祭に合わせて県内を行幸啓。金川駅発-中国勝山駅着のお召し列車が運転[9]。
  - 4月11日：中国勝山駅発-神戸駅着のお召し列車が運転。
  - 10月：現在の駅舎が竣工する[10]。
- 1980年（昭和55年）4月14日：貨物取扱廃止[1]。
- 1985年（昭和60年）3月14日：荷物扱い廃止[1]。
- 1987年（昭和62年）4月1日：国鉄分割民営化に伴い、JR西日本の駅となる[1]。
- 1999年（平成11年）10月2日：無人駅化[11]。
- 2000年（平成12年）4月：陸屋根から瓦葺の屋根に駅舎が改装される[12]。簡易委託駅化[要出典]。
  - 以前の国鉄倉吉線の終着駅山守駅から当駅までの鉄道路線（南勝線）が計画されたことがあった[13][14]。

## 駅構造

構内（2022年8月）

相対式ホーム2面2線を有する列車交換可能な地上駅。駅舎から離れた方のホーム（2番ホーム）月田方には貨物用切欠きホームも残っている。ホーム間は跨線橋で連絡している。構内踏切があるが、旅客向けには開放されていない。
2000年（平成12年）に改装された駅舎は平屋建てで、改装前の駅舎が陸屋根だったものを三角屋根の瓦葺きとした。また、壁面も白壁造り風としている。1999年10月に直営駅から無人駅となり、その後簡易委託駅となった。窓口で乗車券発券を行うが、朝と夕方以降は無人となる。管理駅は津山駅である。

### のりば
| のりば | 路線   | 方向 | 行先           |
| ------ | ------ | ---- | -------------- |
| 1・2   | 姫新線 | 上り | 津山・佐用方面 |
| 1・2   | 姫新線 | 下り | 新見方面       |

- 本項ではJR西日本公式サイト全域路線図[15]に従い路線記号・ラインカラーを表記しているが、実際の駅構内の主だった旅客案内には、2016年3月ダイヤ改正段階では反映されず、中国統括本部発足後の2023年3月18日ダイヤ改正時に、時刻表の見出しと停車駅案内図に反映された。
- 通常は1番のりばに津山方面行、2番のりばに新見方面行が入るが、津山方面列車のうち、当駅始発列車は2番のりばから発車する。また、新見方面行の22時台の最終（平日・土曜日のみ）は1番のりばから発車する。朝5時台の当駅始発新見行は夜間留置運用のため2番のりばから発車する。

## 利用状況
近年の1日平均乗車人員の推移は以下の通り。
| 乗車人員推移     | 乗車人員推移 |
| 年度             | 1日平均人数  |
| ---------------- | ------------ |
| 1999（平成11年） | 515          |
| 2000（平成12年） | 514          |
| 2001（平成13年） | 511          |
| 2002（平成14年） | 473          |
| 2003（平成15年） | 521          |
| 2004（平成16年） | 443          |
| 2005（平成17年） | 445          |
| 2006（平成18年） | 412          |
| 2007（平成19年） | 389          |
| 2008（平成20年） | 364          |
| 2009（平成21年） | 376          |
| 2010（平成22年） | 377          |
| 2011（平成23年） | 378          |
| 2012（平成24年） | 365          |
| 2013（平成25年） | 369          |
| 2014（平成26年） | 333          |
| 2015（平成27年） | 347          |
| 2016（平成28年） | 349          |
| 2017（平成29年） | 351          |
| 2018（平成30年） | 327          |
| 2019（令和元年） | 306          |
| 2020（令和02年） | 313          |
| 2021（令和03年） | 286          |

## 駅周辺
駅周辺は岡山県指定の勝山町並み保存地区に含まれている勝山の市街地であり、公的機関や銀行等もある。
- 勝山文化センター（ポンテホール）・真庭市役所勝山振興局
- 岡山県美作県民局真庭地域事務所
- 真庭警察署
- 美作勝山郵便局
- 岡山県立勝山高等学校
- 真庭市立勝山小学校
- 真庭市立勝山中学校
- 勝山簡易裁判所
- マルイ 勝山店
- ボンエース勝山店
- 国道181号
- 国道313号
- 岡山県道32号新見勝山線
- 岡山県道202号中国勝山停車場線
- にぎわい市場三金や勝山店
- 真庭市立中央図書館

## バス路線
駅前から真庭市コミュニティバスが連絡する。また天満屋バスステーション方面の岡山 - 勝山線（中鉄北部バス）も連絡し、両バスは相互に連絡している便もある。運行曜日・便数が限られるが、[31]蒜山・久世ルートに乗車し、宮田停留所で[27]中曽・関金ルートに、更に関金温泉で日本交通路線に乗継ぐと山陰本線倉吉駅へ出ることが可能。
| 運行事業者                             | 路線・行先 | 備考 |
| 路線バス・高速バス                     | 路線バス・高速バス | 路線バス・高速バス |
| -------------------------------------- | --- | --- |
| 中鉄北部バス                           | 岡山 - 勝山線：岡山駅・天満屋バスステーション | 落合上町までは全停留所停車 |
| コミュニティバス                       | | |
| 真庭市コミュニティバス （まにわくん♡） | 23 勝山・追分ルート：目木・美作追分駅 / 真庭中央図書館 29 新庄・久世ルート：真庭市役所 / 梨瀬 30 蒜山・久世ルート：真庭市役所 / 上福田・蒜山高原（休暇村） | 「23 勝山・追分ルート」は土日祝日運休 「30 蒜山・久世ルート」の蒜山高原行は、一部宮田から26 中曽・関金ルート関金温泉行に接続（関金温泉から日本交通の倉吉駅行に接続） |
| 乗合タクシー                           | | |
| 真庭市コミュニティバス （まにわくん♡） | 11・12 富原・月田ルート | 予約制 |
| 富乗合タクシー （やませみ号）          | 富振興センター | 予約制 |

## 隣の駅
西日本旅客鉄道（JR西日本）
 姫新線
■快速・■普通
久世駅 - 中国勝山駅 - 月田駅